# Desa Srambah
Desa Srambah är en administrativ by i Indonesien.   Den ligger i provinsen Jawa Timur, i den västra delen av landet, 700 km öster om huvudstaden Jakarta. Desa Srambah ligger på ön Madura.